# Nicole Péry
Pour les articles homonymes, voir Péry.
Nicole Péry, née le 15 mai 1943 à Bayonne (Pyrénées-Atlantiques), est une femme politique française. Professeur de lettres membre du Parti socialiste, elle est notamment députée européenne de 1981 à 1997, chef de l'opposition municipale à Bayonne à partir de 1983 et secrétaire d'État aux Droits des femmes et à la Formation professionnelle auprès de la ministre de l'Emploi et de la Solidarité dans le gouvernement de Lionel Jospin de 1998 à 2002.

## Biographie
Nicole Péry adhère en 1966 à la Convention des institutions républicaines, puis au Parti socialiste en 1971.
En 1981, elle est élue députée européenne. En 1986, elle devient vice-présidente du Parlement européen, fonction qu'elle occupe jusqu'en 1997.
En 1998, elle est nommée secrétaire d'État aux Droits des femmes et à la Formation professionnelle dans le gouvernement de Lionel Jospin.
Elle prend sa retraite politique en 2002.

## Prises de position
Nicole Péry se prononce en 1998 pour la création d'un « département du Pays basque ».

## Détail des mandats et fonctions
- 1977 à 1983 : adjointe au maire de Ciboure
- 1981 à 1997 : députée au Parlement européen
- 1984 à 1997 : vice-présidente du Parlement européen
- 1986 à 1994 : conseillère régionale d'Aquitaine
- 1997 à 1998 : députée des Pyrénées-Atlantiques, porte-parole du groupe socialiste à la commission des affaires étrangères de l'Assemblée nationale
- Octobre 1997 à avril 1998 : chargée de mission auprès du Premier ministre pour les langues et cultures régionales
- 1998 à 2002 : secrétaire d'État aux Droits des femmes et à la Formation professionnelle